# Memòria a curt termini
La memòria a curt termini (MCT), també coneguda com a "memòria primària" o "memòria activa", és la capacitat per mantenir en ment de forma activa una petita quantitat d'informació, de manera que es trobi immediatament disponible durant un curt període. La durada de la MCT està estimada en diversos segons, i respecte a la seva capacitat, està generalment acceptada la xifra de 7 ± 2 elements. Per contra, la memòria a llarg termini emmagatzema de forma indefinida una quantitat d'informació que se suposa que pot ser il·limitada.
La MCT cal distingir-la de la memòria de treball, o "memòria operativa" que fa referència a les estructures i processos que intervenen en l'emmagatzematge i manipulació de la informació.

## La MCT com a magatzem independent
La idea d'una divisió de la memòria en els dos termes de "curt i llarg termini" es remunta al segle XIX. En els anys seixanta es va desenvolupar un model clàssic explicatiu del funcionament de la memòria que assumeix que tots els records passen del magatzem a curt termini a un magatzem a llarg termini després d'un breu període. A aquesta teoria se la coneix com a "model modal" o "model multi-magatzem", i ha estat àmpliament desenvolupada per Atkinson i Shiffrin. A dia d'avui, encara existeixen controvèrsies referent al funcionament dels mecanismes concrets pels quals té lloc aquesta transferència, així com sobre si tots els records, o només una part d'ells, passen a ser retinguts de forma indefinida. Alguns autors posen en dubte fins i tot l'existència d'una separació genuïna entre tots dos magatzems.
Un dels arguments citats en favor de l'existència separada d'un magatzem a curt termini té a veure amb el fenomen de l'amnèsia anterògrada; això és, la incapacitat d'aprendre nous fets o episodis concrets. Els afectats per aquest tipus d'amnèsia conserven intacta la capacitat per retenir petites quantitats d'informació durant breus períodes (fins a trenta segons), però tenen serioses dificultats per formar records a llarg termini (un famós exemple d'això és el cas del pacient HM, la forma d'amnèsia del qual va ser objecte de nombrosos estudis per part de la comunitat científica). Aquestes dades han estat interpretats com una prova de l'existència d'un magatzem de memòria a curt termini que no es veu afectat per l'amnèsia.
Una altra evidència emana dels estudis que demostren que algunes manipulacions experimentals poden afectar el rendiment memorístic. Així, per exemple, realitzar una tasca distractora (per exemple, una sèrie de restes d'una xifra/número prou gran) immediatament després de la lectura d'una llista de paraules, empitjora els resultats provocant que disminueixi el record de les últimes 3-5 paraules de la llista (probablement, aquelles que encara romanen a la MCT). Per contra, el record de les primeres paraules de la llista (que presumiblement ja han estat transferits a la MLT) es manté en uns nivells normals. Un altre tipus de manipulacions experimentals, com per exemple, utilitzar paraules semànticament relacionades, afecta únicament al record de les primeres paraules de la llista, però no al de les últimes. Aquests resultats demostren que existeixen determinats factors que afecten a la MCT (distraccions o repeticions), i uns altres que afecten a la MLT (similitud semàntica). Això indicaria que tots dos tipus de memòria són independents i responen a mecanismes diferents.
No obstant això, no tots els estudis concorden a assenyalar aquesta independència entre ambdós tipus de memòria. Alguns autors proposen un model unitari per a totes les escales temporals, des de mil·lisegons fins a anys. Els suports en favor d'aquesta teoria provenen del fet que resulta difícil traçar límits clarament definits i precisos entre la MCT i la MLT. Per exemple, Tarnow assenyala que, en una tasca de memorització, no existeix discontinuïtat en la corba de l'oblit sobre un període de latència entre l'exposició i el record que vagi des dels 6 fins als 600 segons, com caldria esperar si existís una divisió clara entre la MCT i la MLT. En una altra recerca s'ha trobat que el patró d'errors comesos després d'una tasca de recordar d'una llista immediatament després d'haver-la après (tasca de record immediat) era marcadament similar al patró d'errors comès en una tasca de record diferit (24 hores després de l'aprenentatge). És a dir, entre tots dos casos hi havia similituds en el rendiment a pesar que segons la teoria multimagatzem, hauria d'haver-hi funcionant dos tipus diferents de memòria.

## Bases biològiques
Tarnow va proposar que en la MCT intervenen mecanismes d'activació de neurones que provoquen la depleción del pool d'alliberament ràpid de les vesícules neurotransmisoras en les terminals presinàptiques. El patró d'activació de les terminals presinàptiques deplecionadas representen el traç o petjada de memòria a llarg termini, i la depleción en si mateixa és la memòria a curt termini. Quan l'activació neuronal es redueix, l'endocitosi causa la decaiguda de la memòria a curt termini. Si l'endocitosi es completa (és a dir, si el record no es torna a activar), el patró d'activació de les terminals postsinàptiques exhaustes desapareix, i amb això, desapareix la MCT. La MLT roman com un patró metaestable d'activació neuronal (potenciació a llarg termini).

## Relació entre MCT i memòria de treball
La relació entre la MCT i la memòria de treball (o memòria operativa) ha estat descrita de forma diferent des de diverses teories, però està generalment acceptat el fet que tots dos conceptes estan ben diferenciats. La memòria de treball és un marc de treball teòric que es refereix a les estructures i processos que intervenen en l'emmagatzematge temporal i la manipulació de la informació. Així, a la memòria de treball també la hi coneix com a "atenció de treball". Generalment, per MCT s'entén un magatzem a curt termini d'informació, la qual cosa no implica cap tipus de manipulació o organització del material retingut en la memòria. Així, a pesar que existeixen components de la MCT que formen part d'alguns models de memòria de treball, el concepte de MCT en si mateix és diferent d'aquestes propostes teòriques de caràcter més hipotètic.
Alan Baddeley va desenvolupar un influent model de funcionament de la memòria de treball que inclou dos mecanismes de magatzematge d'informació a curt termini: el bucle fonològic i l'agenda visual-espacial. La majoria de les recerques sobre aquest tema s'ha centra en el bucle fonològic, ja que la major part dels estudis realitzats sobre la MCT s'han desenvolupat emprant material verbal. No obstant, en els últims anys ha sorgit un interès en l'estudi de la memòria visual a curt termini, i també ha augmentat el nombre d'estudis referits a la memòria espacial a curt termini.

## Durada de la MCT
La limitada durada de la MCT suggereix que el seu contingut decau de forma espontània amb el transcurs del temps. L'assumpció d'aquest decaïment forma part de moltes teories explicatives del funcionament de la MCT, com ocorre en el cas del model de Baddeley, considerat el més influent. Aquesta idea de decaiguda o esvaïment de la informació va en paral·lel amb la de l'assaig encobert o repetició encoberta: per sortejar les limitacions temporals de la MCT i retenir la informació durant més temps és necessari repetir periòdicament la informació (ja sigui mitjançant una articulació en veu baixa, o ben simulant mentalment aquesta articulació). D'aquesta manera, la informació torna a re-introduir-se en el magatzem a curt termini i pot ser retinguda durant un període addicional.
No obstant això, alguns investigadors han posat en tela judici que aquest esvaïment espontani exerceixi un paper significant en l'oblit a curt termini., i fins al moment les evidències sobre aquest tema estan lluny de ser concloents.
Alguns autors dubten que l'esvaïment espontani causi l'oblit de la informació emmagatzemada en la MCT, i proposen com a alternativa alguna manera d'interferència: quan diversos elements (tals com números, paraules o imatges) estan sent mantinguts simultàniament en la MCT, les seves representacions competeixen entre si per ser recordades i cadascuna d'elles pot dificultar el record de les altres. Així, a mesura que es va introduint un nou contingut en el magatzem a curt termini, es va desplaçant el contingut més antic, tret que aquest es trobi protegit contra aquestes interferències mitjançant repeticions encobertes, o sent objecte d'una atenció directa i conscient.

## Capacitat de la MCT
Siguin quines siguin les causes de l'oblit de la informació emmagatzemada en la MCT, existeix un consens referent a que existeixen uns límits estrictes en la quantitat de nova informació que pot ser retinguda durant aquests breus períodes. Això té a veure amb la capacitat limitada de la MCT. A aquesta capacitat se la coneix amb el nom de span de memòria, en referència al procediment més comú que s'utilitza per mesurar-la. En una prova de span de memòria, l'experimentador va presentant llistes d'ítems (per exemple, números o paraules) cada vegada més llargues. Es considera el span de memòria individual com la llista de major longitud que el subjecte és capaç de recordar correctament en l'ordre rebut almenys en la meitat dels assajos.
En un article clàssic i molt influent: The Magical Number Seven, Plus or Minus Two, el psicòleg George Miller va suggerir que la MCT humana té un span de memòria d'aproximadament set elements més/menys dos. Alguns estudis recents han demostrat que aquest "nombre màgic" de set és bastant precís quan s'ha provat en tests de record de llistes de dígits sobre mostres d'estudiants escolars. Tanmateix, el span de memòria varia en funció de les poblacions estudiades i del material utilitzat en els estudis. Per exemple, la capacitat de recordar paraules en un ordre determinat depèn en gran manera de les característiques d'aquestes paraules. Quan les paraules requereixen un temps d'articulació major, el nombre de paraules que es recorda disminueix, fet que es coneix com «efecte de longitud de la paraula» (Baddeley, Thomson & Buchanan, 1975). Anàlogament, el record també es veu perjudicat quan les paraules són fonèticament similars, fet que es coneix com «efecte de la similitud fonològica» (Conrad & Hull, 1964).
En el sentit oposat, pot facilitar-se el record d'un nombre més gran de paraules quan aquestes resulten familiars, o s'usen freqüentment (Poirier & Saint-Aubin, 1996). El record també resulta afavorit quan totes les paraules de la llista pertanyen a una mateixa categoria semàntica; per exemple, termes relacionats amb l'esport (Poirier & Saint-Aubin, 1995). D'acord amb les evidències disponibles, la millor aproximació a l'estimació de la capacitat de la MCT s'ha realitzat en termes de «peces» o «chunks» d'informació. Per contra, en tasques de record lliure, s'ha demostrat que no existeix un límit «quantificat», si no que més aviat entra en joc el decaïment del record amb el pas del temps.

### Chunk
El chunking (de chunk o fragment d'informació) és el procés a través del com es pot expandir la capacitat de la MCT per poder retenir en ella un nombre més gran d'elements. És la manera en què una persona organitza el material en grups significatius. Encara que l'individu mitjà només és capaç de retenir al voltant de quatre o cinc elements diferents en la MCT, el chunking o agrupació significativa pot incrementar aquesta capacitat de forma notable. Per exemple, a l'hora de recordar un número de telèfon, es poden agrupar els dígits en tres grups. Aquesta tècnica mnemotècnica fa que resulti més fàcil recordar així el número de telèfon que si s'intentés recordar la sèrie de nou dígits independents.
La pràctica i l'ús de la informació existent en la memòria a llarg termini pot portar a millores en la capacitat d'organitzar la informació de forma significativa en chunks. En una sessió de prova, un corredor nord-americà va ser capaç de recordar una sèrie de 79 dígits després d'escoltar-los una sola vegada, en agrupar-los significativament com a resultats de temps de carreres (per exemple, si el primer número era 1548, el corredor recordava 1 minut, 548 mil·lèsimes) (Ericsson, Chase & Faloon, 1980)

### Factors que afecten a la capacitat de la MCT
Resulta molt complicat demostrar la capacitat exacta de la MCT, perquè pateix variacions en funció del material a recordar utilitzat en les diferents proves. No existeix una manera satisfactòria de definir la unitat bàsica d'informació que es registra en el magatzem de la MCT. També és possible que la MCT no sigui exactament igual que el magatzem de memòria proposat per Atkinson i Shiffrin, en aquest cas l'explicació del paper i funcionament de la MCT es fa encara més difícil. En qualsevol cas, es pot afirmar que la capacitat de la MCT es veu afectada per factors com la influència de la MLT, la lectura en veu alta, la longitud de la paraula, i les diferències individuals.